# Grecia en los Juegos Olímpicos de París 2024
Grecia estuvo representada en los Juegos Olímpicos de París 2024 por un total de 101 deportistas que compitieron en 16 deportes. Responsable del equipo olímpico es el Comité Olímpico Helénico, así como las federaciones deportivas nacionales de cada deporte con participación.
Los portadores de la bandera en la ceremonia de apertura fueron el jugador de baloncesto Giannis Antetokounmpo y la atleta Antigoni Drisbioti.

## Medallistas
El equipo olímpico de Grecia obtuvo las siguientes medallas:
| Nombre                                    | Deporte            | Competición                 |
| ----------------------------------------- | ------------------ | --------------------------- |
| Oro                                       |                    |                             |
| Miltiadis Tentoglu                        | Atletismo          | Salto de longitud M         |
| Plata                                     |                    |                             |
| Apóstolos Jristu                          | Natación           | 200 m espalda M             |
| Bronce                                    |                    |                             |
| Emmanuíl Karalís                          | Atletismo          | Salto con pértiga M         |
| Eleftherios Petrunias                     | Gimnasia artística | Anillas M                   |
| Theódoros Tselidis                        | Judo               | –90 kg M                    |
| Dauren Kurugliyev                         | Lucha libre        | 57 kg M                     |
| Petros Gaidatzís Antonios Papakonstantinu | Remo               | Doble scull ligero (LM2X) M |
| Dímitra Kontú Zoí Fitsiu                  | Remo               | Doble scull ligero (LW2X) F |